# Thorectes sardous
Thorectes sardous es una especie de coleóptero de la familia Geotrupidae.

## Distribución geográfica
Habita en Cerdeña y Corcega.